# Геронтология
Геронтоло́гия (от др.-греч. γέρων «старик» + λόγος «знание, слово, учение») — наука, изучающая биологические, социальные и психологические аспекты старения человека, его причины и способы борьбы с ним. 
Термин ввёл И. И. Мечников в 1903 году. Составными частями геронтологии являются:
- гериатрия — учение о болезнях, связанных с инволюционными изменениями, а также особенностях лечения и профилактики заболеваний в пожилом и старческом возрасте;
- герогигиена — изучает вопросы общей и специальной гигиены людей старших возрастных групп;
- геронтопсихология — изучает психолого-поведенческие особенности людей пожилого и престарелого возраста[5];
- биогеронтология — изучает биологические процессы старения как таковые.[6] Некоторые биогеронтологи считают, что старость саму по себе нужно рассматривать как болезнь и обращаться с ней соответствующим образом.[7][8][9]

## История
Значительный вклад в становление и развитие этой науки внесли И. И. Мечников, Н. М. Амосов. Также в понимание возрастных процессов развития и причин старения внёс вклад В. М. Дильман.
Академик В. В. Фролькис выдвинул адаптационно-регуляторную теорию возрастного развития (с генно-регуляторной гипотезой старения). Согласно ему, первичные механизмы старения связаны с изменением регуляции активности генов, регуляции их экспрессии и репрессии. Также выдвинул теорию витаукта — в ходе эволюции, наряду с процессами старения, возникают механизмы активного противодействия им — процессы витаукта (антистарения). В. В. Фролькис предложил также несколько гипотез и концепций: концепцию этагенеза для описания жизненного цикла организма в целом (от зиготы до смерти); гипотезу про инверторы (внутриклеточные регуляторы плазматических мембран) — предположение о существовании внутриклеточных регуляторов состояния плазматических мембран, которые синтезируются в ядре, синтез инверторов с возрастом уменьшается, что обусловливает изменения в возбудимости клеток, чувствительности их к действию гормонов; концепцию о стресс-возраст-синдроме, постулированную на основе сходства многочисленных физиологических, биохимических и структурных проявлений старения и стресса.
Первое в СССР городское научное общество геронтологов и гериатров было создано в Ленинграде в 1957 г.

## Социальная геронтология
Это общественная дисциплина, раздел геронтологии, призванный решать демографические, социально-экономические проблемы старения. Термин «социальная геронтология» ввёл Э. Стиглиц (1940 гг). Официально закрепился в 1960 году.
Существует четыре направления социальной геронтологии как науки:
1. Изучение влияния старости на личность, на изменение ценностей, потребностей человека, его поведения и образа жизни в старости.
2. Исследование положения пожилого человека в группе, взаимодействие в семье, коллективе, с друзьями, а также изучение специфики групп, состоящих из пожилых людей.
3. Изучение пожилых людей в обществе в целом. Пожилые рассматриваются как определённая демографическая общность и она (общность) влияет на социальные процессы и сама находится под влиянием социальных процессов.
4. Изучение влияния различных медицинских препаратов на определённые функции организма в различных возрастных группах, которое позволяет назначать препараты пожилым людям, исходя из ряда важных факторов.

## Известные геронтологи и авторы научных трудов
См. Категория:Геронтологи